# Отрохи
Отрохи́ — село в Україні, у Деснянській селищній громаді Чернігівського району Чернігівської області. Населення становить 116 осіб. Село належить до Морівського старостинського округу.

## Географія
Село розташоване на лівому березі річки Меша, правої притоки Десни.
Неподалік від села розташоване Бондарівське болото. Поруч знаходилося переселене 1957 року село Потебнева Гута.
В Отрохах розташований офіс Міжрічинського регіонального ландшафтного парку — найбільшого регіонального ландшафтного парку в Україні.

## Історія
В «Описание Черниговского Наместничества» (1781 г.) Д. Р. Пащенка: деревня Отрохи — володіння Києво-Софіївського монастиря, мешканців монастирських посполитих дворів 6, хат — 8. Пахотної землі мало, тому живуть за рахунок продажу дерев'яного посуду та продажу вирощеної худоби.
У списку наявних у Малоросійській губернії селищ 1799—1801 років в «деревне» Отрохи проживало 30 податкових душ.
1901 — належало до Морівської волості Остерського повіту і мало населення 297 осіб. 1924 — до Рудницької сільради Морівського району — 88 дворів, 486 жителів.
12 червня 2020 року, відповідно до розпорядження Кабінету Міністрів України № 730-р «Про визначення адміністративних центрів та затвердження територій територіальних громад Чернігівської області», увійшло до складу Деснянської селищної громади.
19 липня 2020 року, в результаті адміністративно-територіальної реформи та ліквідації Козелецького району, увійшло до складу новоутвореного Чернігівського району.

## Політика

### Парламентські вибори, 2019
На позачергових парламентських виборах 2019 року у селі функціонувала окрема виборча дільниця № 740276, розташована у приміщенні фельдшерсько-акушерського пункту.
Результати
- зареєстровано 75 виборців, явка 78,67%, найбільше голосів віддано за Всеукраїнське об'єднання «Батьківщина» — 29,31%, за «Слугу народу» — 24,14%, за Радикальну партію Олега Ляшка — 13,79%[4]. В одномандатному окрузі найбільше голосів отримав Борис Приходько (самовисування) — 51,72%, за Сергія Коровченка (самовисування) — 32,76%, за Олега Дмитренка (самовисування) — 6,90%[5].

## Населення

### Мова
Розподіл населення за рідною мовою за даними перепису 2001 року:
| Мова       | Кількість | Відсоток |
| ---------- | --------- | -------- |
| українська | 223       | 98.67 %  |
| білоруська | 2         | 0.89 %   |
| російська  | 1         | 0.44 %   |
| Усього     | 226       | 100 %    |

## Пам'ятки
- Братська могила 5 радянських воїнів[d], які загинули при звільненні села восени 1943р. і пам'ятний знак воїнам-односельчанам, які загинули в 1941-1945рр.;